# Григорьев, Александр Сергеевич
Александр Сергеевич Григорьев (19 ноября 1906 — 1956) — советский военачальник, полковник, Командор Ордена Британской Империи (1944).

## Биография
Родился 19 ноября 1906 года в Санкт-Петербурге. Русский.
В Красной Армии на срочной службе с 1923 по 1924 гг.
С 1924 года в ОГПУ-НКВД-МГБ-МВД СССР. Проходил службу на должностях командно-начальствующего состава в 6-м Кронштадтском морском, 7-м Кингисеппском, 50-м Зайсанском , 73-м Ребольском, 85-м Лидском пограничных отрядах. Член ВКП(б) с 1930 года.
С 12 августа 1940 года капитан (с мая 1941 года майор) Григорьев начальник штаба 107-го пограничного отряда ПВ НКВД Белорусской ССР.
Ранним утром 22 июня 1941 года все заставы отряда, кроме 8-й заставы были атакованы и быстро смяты. Один из дотов, занятых пограничниками, сражался в течение трёх дней.
С 15 июля 1941 года Григорьев командир 336-го стрелкового полка 5-й стрелковой дивизии на Северо-Западном, Западном и Калининском фронтах.
С октября 1942 года Григорьев командир 96-го Читинского стрелкового полка 140-й Сибирской стрелковой дивизии 70-й армии на Центральном фронте.
В июле 1943 года 96 сп принял участие в Курской битве. За боевые отличия командир полка полковник Григорьев был награждён орденом Суворова III степени, а также отмечен и иностранной наградой: король Великобритании Георг VI через посла вручил Григорьеву орден «Британская империя» 3-й степени.
В дальнейшем принимал участие в освобождении Белоруссии.
В конце 1943 года Григорьев переводится на должность начальника 1-го отделения штаба, затем заместителем начальника штаба ПВ НКВД-МГБ-МВД Туркменского и Хабаровского округов, начальником штаба ПВ Армянского округа и заместителем начальника ПВ МВД Северного округа.
Умер в 1956 году.

## Награды
СССР
- орден Ленина (1948[2])
- два ордена Красного Знамени (03.11.1944[2], 1953[2])
- орден Суворова III степени (07.08.1943)
- орден Отечественной войны I степени
- орден Отечественной войны II степени
- Медали СССР в т.ч:
  - «За победу над Германией в Великой Отечественной войне 1941—1945 гг.»

Других государств
- Командор Ордена Британской Империи (Великобритания 1944)